# Heinrich Wattendorff

Heinrich Wattendorff

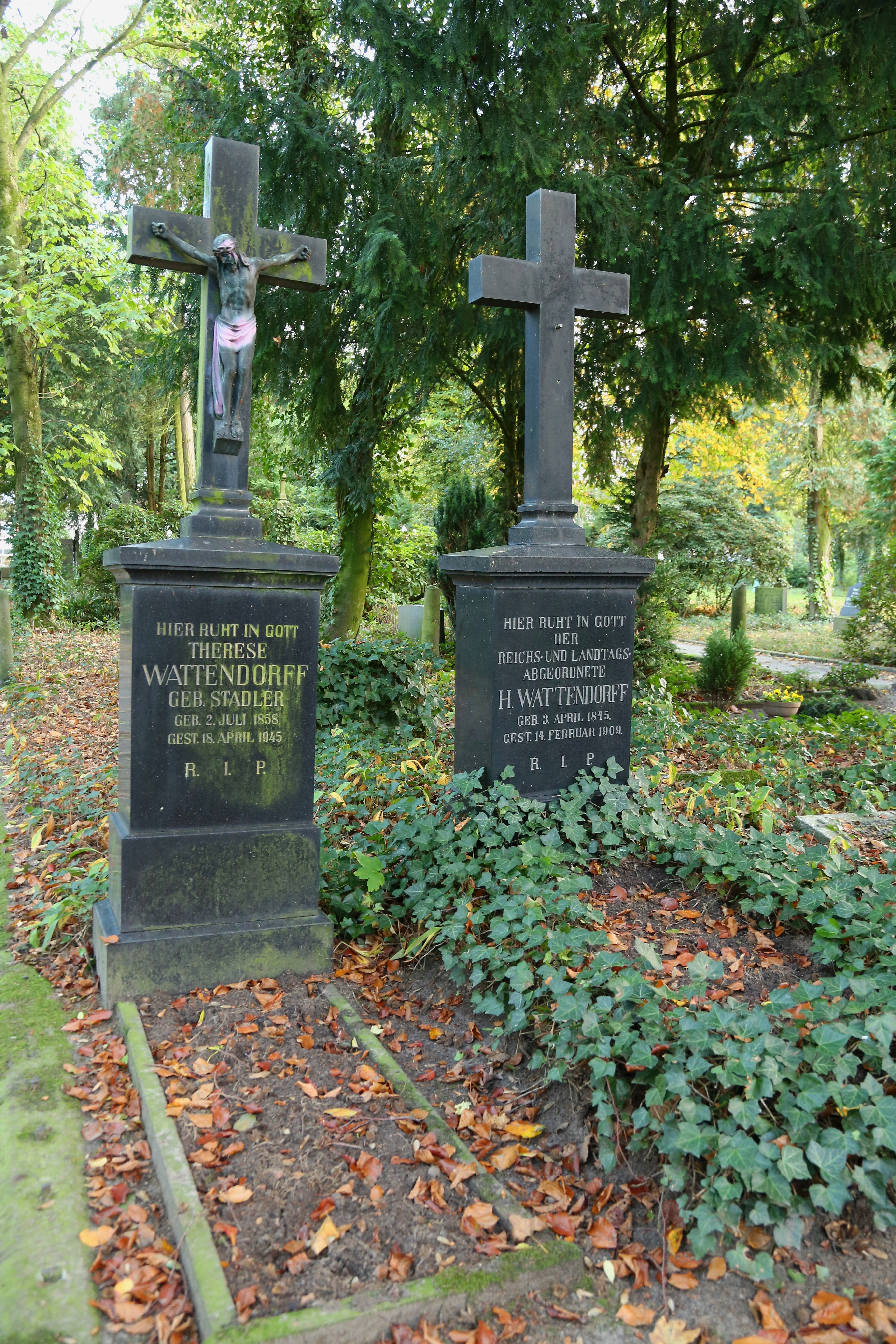
Grab Heinrich Wattendorffs (rechts) und seiner Frau Therese geborene Stadler (1858–1945) auf dem Alten Friedhof in Ibbenbüren.

Heinrich Wattendorff (gelegentlich irrtümlich auch Wattendorf; * 3. April 1845 in Ibbenbüren; † 14. Februar 1909 ebenda) war ein deutscher Politiker.

## Leben und Wirken
Heinrich Wattendorff wuchs als sechstes Kind des Ibbenbürener Kaufmanns Bernhard Anton Wattendorff, eines Bruders des Borghorster Textilfabrikanten Joseph Wattendorff, auf. Er besuchte von 1859 bis 1862 das Gymnasium in Feldkirch (Vorarlberg) und von 1862 bis 1865 ein Gymnasium in Münster. Nach dem Abitur absolvierte er eine kaufmännische Ausbildung und bereiste England, Frankreich, Schweden, Norwegen, Österreich-Ungarn und Italien, ehe er sich als Kaufmann in seiner Heimatstadt Ibbenbüren niederließ. Als Angehöriger der Zentrumspartei wurde Wattendorf Stadtverordneter und Mitglied des Tecklenburger Kreistags.
Von Februar 1890 bis zu seinem Tod vertrat Wattendorff als Reichstagsabgeordneter der Zentrumspartei den Wahlkreis Regierungsbezirk Münster 4, der Lüdinghausen, Warendorf und Beckum umfasste. 1890 wurde Wattendorff gegen den Willen des Landesorganisation des Zentrums von der lokalen Zentrumspartei nominiert. Der agrarisch orientierte Flügel der Zentrumspartei schickte daraufhin einen eigenen Zentrumskandidaten in den Wahlkampf. Auch bei den Reichstagswahlen 1898 und 1903 musste er sich dem Freiherrn Ignatz von Landsberg-Steinfurt, einem parteiinternen Gegenkandidaten aus dem agrarischen Flügel des Zentrums gegenüber durchsetzen. Bei der Reichstagswahl 1907 erhielt er 22755 Stimmen, der nationalliberale Kandidat 511 Stimmen und der sozialdemokratische Kandidat 924 Stimmen.
Vom 29. Januar 1903 bis zu seinem Tod war er auch Mitglied des Preußischen Abgeordnetenhauses für den aus Steinfurt und Ahaus gebildeten Wahlkreis Münster 2. 
Er starb an einem Kehlkopfleiden. Sein Grab auf dem unter Denkmalschutz stehenden Alten Friedhof in Ibbenbüren ist noch erhalten.
Seine Schwester Johanna war Ordensschwester bei den Ursulinen.